# Castello di Glienicke
Il castello di Glienicke (in tedesco Schloss Glienicke) è un edificio di Berlino, già adibito a residenza di campagna del principe Carlo di Prussia.
Sito sulla riva della Havel nel quartiere di Wannsee, ai confini con la città di Potsdam, prende il nome dal piccolo centro abitato di Klein Glienicke posto nelle vicinanze.
Il complesso, costituente uno dei più importanti esempi del neoclassicismo berlinese, è posto sotto tutela monumentale (Denkmalschutz) ed è parte del patrimonio dell'umanità UNESCO denominato "Palazzi e parchi di Potsdam e Berlino".

## Storia
Il castello di Glienicke, in origine semplice residenza di campagna di proprietà del cancelliere Hardenberg, fu costruito in stile neoclassico su progetto di Andreas Ludwig Krüger, mentre il parco circostante fu disegnato da Peter Joseph Lenné.
In seguito, il principe Carlo di Prussia acquistò la tenuta e incaricò Karl Friedrich Schinkel di ristrutturare gli edifici, rendendoli più signorili.
I lavori iniziarono nel 1824 con la costruzione del Casino, e proseguirono per molti anni a seguire con il contributo di Ludwig Persius e Ferdinand von Arnim.

## Caratteristiche
Il complesso, sito sul lato settentrionale della strada da Berlino a Potsdam (la Königsstraße) dirimpetto al castello di caccia di Glienicke, è costituito dal castello e da una serie di edifici minori; il parco, un tempo annesso al castello, è oggi adibito a giardino pubblico (Volkspark Glienicke).
Oltre al castello, ricostruito nel 1826-27 su progetto di Karl Friedrich Schinkel, gli edifici più notevoli sono:
- il Casino posto sulla riva della Havel, costruito in stile neoclassico dal 1824 al 1825, anch’esso su progetto di Schinkel;
- il belvedere detto Große Neugierde (letteralmente “grande curiosità”), costruito all’imbocco del ponte di Glienicke dal 1835 al 1837, sempre su progetto di Schinkel, e ispirato al monumento coregico di Lisicrate di Atene;
- il Klosterhof, costruito nel 1850 in stile neoromanico veneziano-bizantino su progetto di Ferdinand von Arnim.

Il disegno degli edifici e degli spazi verdi crea diversi assi prospettici diretti verso altri monumenti posti nel paesaggio fluviale della Havel, quali il castello di Babelsberg, il ponte di Glienicke, la chiesa di Sacrow e l’Isola dei pavoni.

## Galleria d'immagini

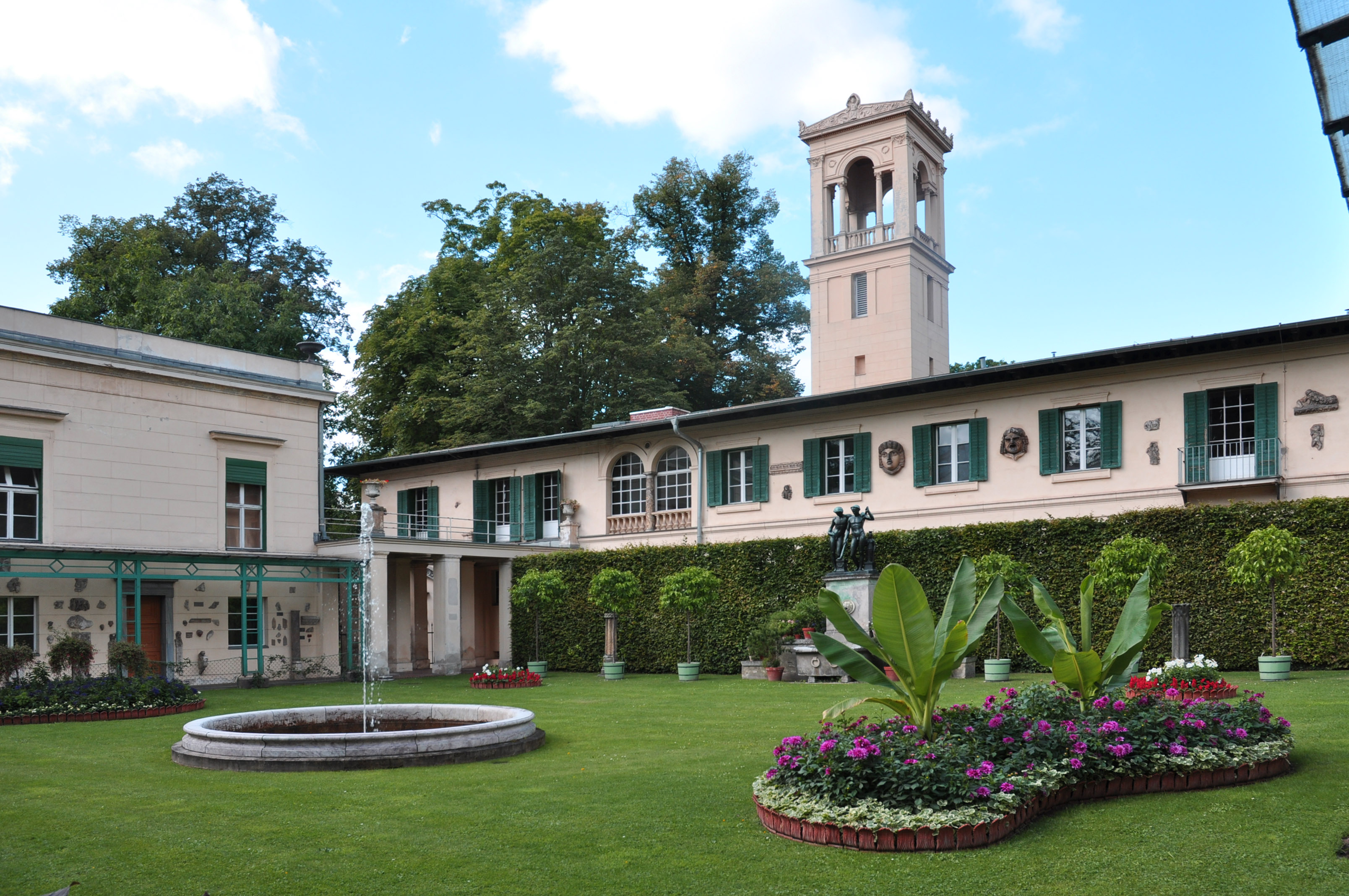
Il cortile interno (Gartenhof)
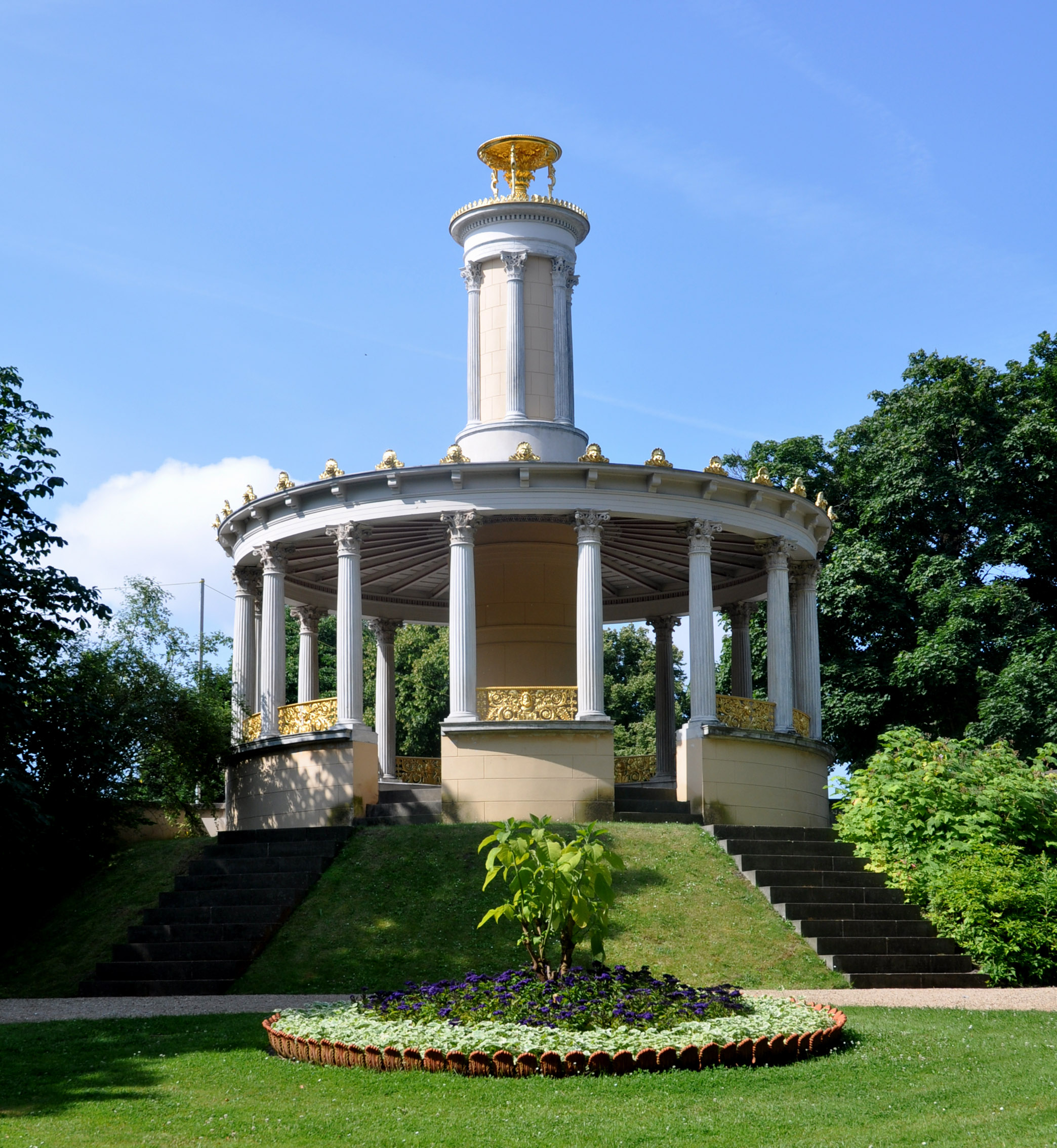
La Große Neugierde
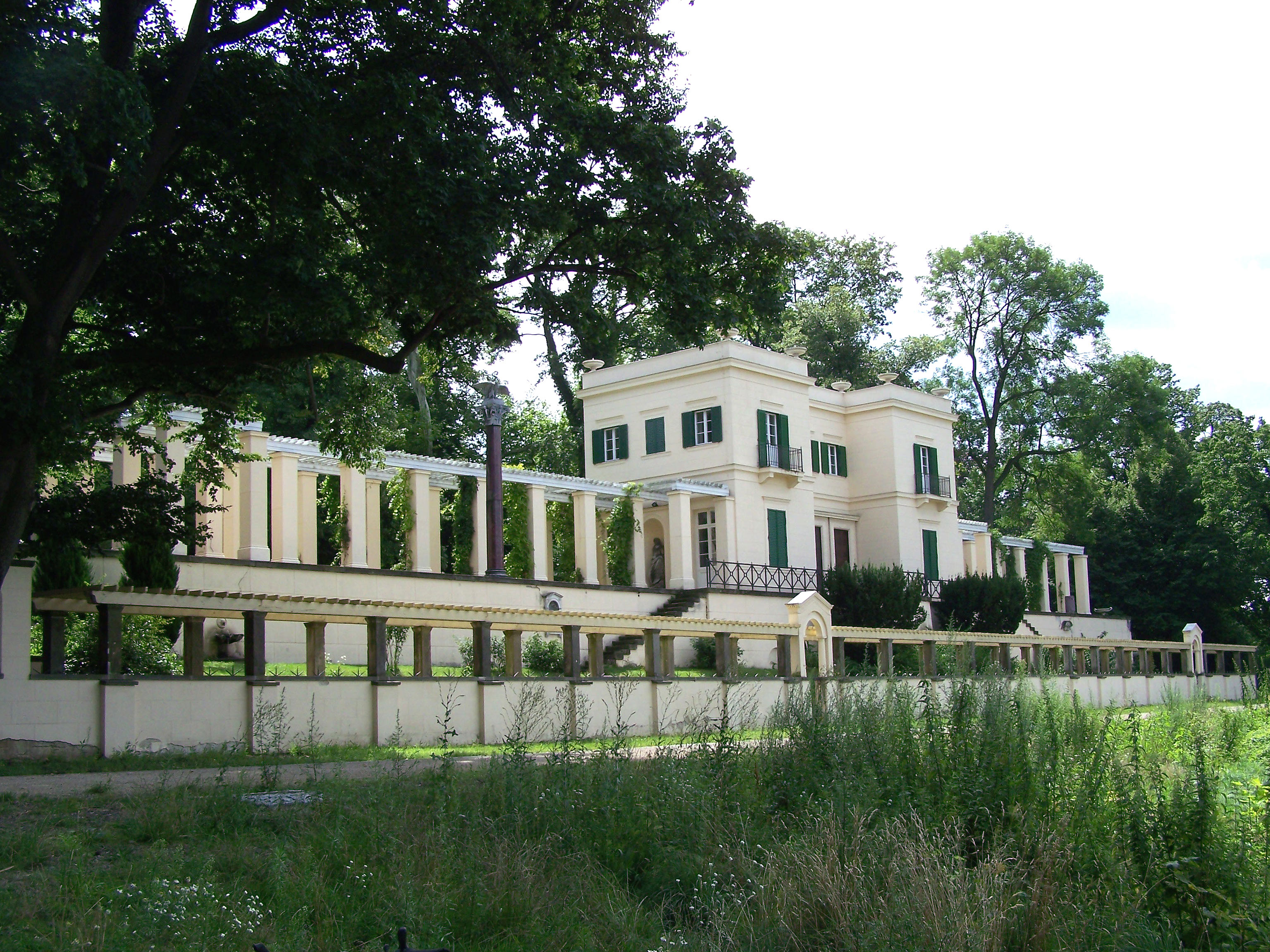
Il Casino